# 傑佛瑞·馬西
傑佛瑞·威廉·馬西（英語：Geoffrey William Marcy，1954年9月29日—）是一名美國天文學家，曾任教於加州大學伯克利分校。他以太陽系外行星發現數量最多者聞名。前100顆太陽系外行星的其中70顆是他和R·保羅·巴特勒和黛布拉·費希爾共同發現。2015年因性騷擾辭職。2021年被美国科学院从院士名单中除名，成为158年的首次。

## 生平
馬西在1976年畢業於加利福尼亞大學洛杉磯分校，取得物理和天文雙主修文學士，並獲得「最優等」（Summa Cum Laude）學位榮譽。1982年取得加利福尼亞大學聖塔克魯茲分校天文物理學和天文學博士。
馬西的第一個教職是在1982年到1984年之間在卡内基科学研究所擔任Carnegie Fellow。接著在1984年到1996年在舊金山州立大學擔任副教授，1997年成為該校傑出教授（Distinguished University Professor）直到 1999年。現在他仍在舊金山州立大學擔任物理與天文學兼任教授，同時也是加州大學伯克利分校天文教授和綜合行星科學中心（Center for Integrative Planetary Science）的主任。

## 天文研究
馬西確認了米歇爾·麥耶和戴狄爾·魁若茲發現的第一顆環繞類似太陽恆星公轉的行星飛馬座51b。其他成就包含發現第一個類似太陽系的多行星系統（仙女座υ）、第一個以凌日法發現的系外行星（HD 209458b）、第一顆距離母恆星 5 天文單位以上的行星（巨蟹座55d）、和首次發現海王星大小的系外行星（葛利斯436b和巨蟹座55e）。

## 研究成果
- 首次以塞曼效應量測類似太陽的恆星磁場。
- 發現大量棕矮星繞行恆星（棕矮星沙漠）
- 發展出精確的視向速度法（精確度達到 3 meter/sec）
- 發現前100個太陽系外行星中的70個
- 發現太陽系可能是特例的證據（圓軌道 vs 偏心軌道）
- 首次發現環繞類太陽恆星的行星（仙女座υ）
- 首次以凌日法發現系外行星（HD 209458b）
- 首次發現質量相當於土星的候選行星（HD 46375b和鯨魚座79b）
- 首次發現距離母星超過 5 天文單位的行星（巨蟹座55d）
- 和其他人共同首次發現體積相當於海王星的行星：葛利斯436b和巨蟹座55e

## 榮譽
- 1999年獲得英國皇家天文學會喬治·達爾文講座
- 2001年獲得亨利·德雷伯獎章
- 2002年獲得美國天文學會比阿汀斯·莫瑞爾·廷斯利獎
- 2005年他和米歇爾·麥耶因為系外行星研究貢獻獲得邵逸夫獎。
- 2006年10月28日特拉华大学授予他榮譽博士。
- 2012年6月9日芝加哥大學授予他榮譽博士。

## 媒體曝光
他經常在歷史頻道系列節目《宇宙》（The Universe）出現。並曾經接受Planetary Radio播客訪問至少三次。

## 個人生活
他和妻子Susan Kegley居住在美國加州。

## 外部連結
- Marcy's homepage at UC Berkeley* Autobiography（页面存档备份，存于）
- Interview with Geoff Marcy （页面存档备份，存于）
- 邵逸夫獎的傑佛瑞·馬西自傳
- Famous Berkeley Astronomer Violated Sexual Harassment Policies Over Many Years （页面存档备份，存于）